# 巴倫支海
巴倫支海（挪威語：Barentshavet），位於挪威與俄羅斯北方，是北冰洋的陸緣海之一。名字取自於在該海域病逝的荷蘭航海家威廉·巴倫支。海域沿岸地區被稱為巴倫支地區。由於海流關係，南部海面終年不結冰。9月更是全面解凍。巴倫支海是重要漁場，也是俄羅斯北方艦隊的佈防區，2000年8月12日，俄羅斯核子潛艇庫爾斯克號沉沒於此海域，造成了核污染的環境隱憂。